# 南京大屠杀史料集
《南京大屠杀史料集》是一套汇集有关南京大屠杀事件的原始资料的多卷本丛书。该丛书由南京大学张宪文教授领衔主编，江苏人民出版社和凤凰出版社负责出版。从2005年开始，《南京大屠杀史料集》已陆续出版了55册，总字数在2800万字以上。至此，有关南京大屠杀的主体资料已大都整理公开出版，它涵盖了加害方（日本）、受害方（中国）、第三方（西方国家）三方面的丰富史料，详尽地、全面地记录了日本在南京地区犯下的战争罪行与反人类罪行。该丛书的资料来源于多国档案馆、图书馆和其他有关史料机构，绝大多数资料均为原始文献和第一手资料，编者根据不同内容，分编成不同专题，集册出版。

## 概述
从史料来源的角度来看，大致可分为四大部分：
第一部分为加害方日本方面的史料，包括日军官兵和随军记者的日记、书信、回忆，日本军方文件，日本国内新闻媒体的报道，日本驻宁领馆、特务机关以及日本军国主义教育方面的史料。
第二部分为受害方中国方面的史料。从1945年底到1947年初，南京计有首都警察厅、南京敌人罪行调查委员会、南京市抗战损失调查委员会、南京大屠杀案敌人罪行调查委员会和国防部审判战犯军事法庭先后分别从不同的角度对南京大屠杀案进行过较为深入的社会调查。这部分资料共编成19册。中华人民共和国成立后，特别是20世纪80年代以来 ，南京地区相关部门、专家学者和部分高校师生对南京大屠杀幸存者进行了广泛的社会调查，这些珍贵访谈资料共6册。除访谈资料外，部分南京大屠杀的亲历者的日记或回忆录被编为第3册《幸存者的日记与回忆》。史料集还收录了以战前南京政治经济情况、日机轰炸和南京保卫战、自治委员会等为主题的资料。另外，史料集还针对尸体掩埋和遇难同胞名录两个特殊专题进行了资料整理，第5册为《遇难者的尸体掩埋》，第48-55册为《遇难同胞名录》。这8册遇难同胞名录采取卡片形式，以档案文献、口述资料及群众来函等为基础，收录了大屠杀遇难者较为详尽的个人信息，共收录卡片14961张、实际遇难者13000余人。编者收录的每一张卡片不仅标明了遇难者姓名、遇难者概况（性别、年龄、籍贯、住所、职业等）、遇难情形（被害时间、地点、方式），而且根据不同资料的性质 ，设计了九种表格，罗列了调查者、陈述人、具呈人、填报者、口述者、证人等的姓名、职业、住址、与遇难者的关系等，信息较为丰富与详尽。所有信息均注明资料出处，以供专家学者考证、研究。
第三部分为第三方西方国家等方面的史料，大致由二类资料组成。第一类为南京大屠杀期间留在南京的西方目击者的日记、书信和回忆。第二类为德国、英国和美国等国使领馆的文书和西方媒体的有关报道。
第四部分为战后远东国际军事法庭和南京国防部军事法庭等方面的史料。远东国际军事法庭的资料包括法庭法律文件、起诉方和辩护方的证据、检察官的开庭词、国际检察局南京取证报告、判决书等。南京国防部军事法庭的资料主要有法庭法律文件，法庭成立概况，战犯谷寿夫罪行总表，审判战犯谷寿夫、向井敏明、野田岩、田中军吉起诉和辩护材料及法庭判决书等。
另外，有关南京大屠杀的历史图像则编为第28册《历史图像》。该专题以时间为序，以日军攻占南京、血腥暴行、尸体掩埋、国际大救援、历史的审判和南京大屠杀真相的早期揭露为主题分为6个部分，有许多照片均为首次公布。

## 分卷内容
- 南京大屠杀史料集1：战前的南京与日机的空袭
- 南京大屠杀史料集2：南京保卫战
- 南京大屠杀史料集3：幸存者的日记与回忆
- 南京大屠杀史料集4：美国传教士的日记与书信
- 南京大屠杀史料集5：遇难者的尸体掩埋
- 南京大屠杀史料集6：外国媒体报道与德国使馆报告
- 南京大屠杀史料集7：东京审判
- 南京大屠杀史料集8：日军官兵日记
- 南京大屠杀史料集9：日军官兵日记与书信
- 南京大屠杀史料集10：日军官兵与随军记者回忆
- 南京大屠杀史料集11：日本军方文件
- 南京大屠杀史料集12：英美文书·安全区文书·自治委员会文书
- 南京大屠杀史料集13：拉贝日记
- 南京大屠杀史料集14：魏特琳日记
- 南京大屠杀史料集15：前期人口伤亡和财产损失调查
- 南京大屠杀史料集16-18：抗战损失调查委员会调查统计
- 南京大屠杀史料集19-21：日军罪行调查委员会调查统计
- 南京大屠杀史料集22：赔偿委员会调查统计
- 南京大屠杀史料集23：南京大屠杀案市民呈文
- 南京大屠杀史料集24：南京审判
- 南京大屠杀史料集25-27：幸存者调查口述
- 南京大屠杀史料集28：历史图像
- 南京大屠杀史料集29：国际检查局文书美国报刊报道
- 南京大屠杀史料集30：德国使领馆文书
- 南京大屠杀史料集31：英国使领馆文书
- 南京大屠杀史料集32：日本军方文件与官兵日记
- 南京大屠杀史料集33：日军官兵回忆
- 南京大屠杀史料集34：日本军国教育百人斩与驻宁领馆史料
- 南京大屠杀史料集35-36：南京市临时参议会调查
- 南京大屠杀史料集37-39：幸存者调查口述续编
- 南京大屠杀史料集40：财产损失统计
- 南京大屠杀史料集41：中央机构财产损失调查
- 南京大屠杀史料集42-47：市民财产损失调查
- 南京大屠杀史料集48-55：遇难同胞名录

## 图书信息
- 张宪文主编，经盛鸿等编.南京大屠杀史料集1：战前的南京与日机的空袭.南京：江苏人民出版社，2005，共425页.
- 张宪文主编，马振犊等编.南京大屠杀史料集2：南京保卫战.南京：江苏人民出版社，2005，共483页.
- 张宪文主编，张连红编.南京大屠杀史料集3：幸存者的日记与回忆.南京：江苏人民出版社，2005，共612页.
- 张宪文主编，章开沅编译.南京大屠杀史料集4：美国传教士的日记与书信.南京：江苏人民出版社，2005，共394页.
- 张宪文主编，孙宅巍编.南京大屠杀史料集5：遇难者的尸体掩埋.南京：江苏人民出版社，2005，共420页.
- 张宪文主编，张生编.南京大屠杀史料集6：外国媒体报道与德国使馆报告.南京：江苏人民出版社，2005，共505页.
- 张宪文主编，杨夏鸣编.南京大屠杀史料集7：东京审判.南京：江苏人民出版社，2005，共662页.
- 张宪文主编，王卫星编.南京大屠杀史料集8：日军官兵日记.南京：江苏人民出版社，2005，共734页.
- 张宪文主编，王卫星编.南京大屠杀史料集9：日军官兵日记与书信.南京：江苏人民出版社，2006，共541页.
- 张宪文主编，王卫星编.南京大屠杀史料集10：日军官兵与随军记者回忆.南京：江苏人民出版社，2006，共539页.
- 张宪文主编，王卫星，雷国山编.南京大屠杀史料集11：日本军方文件.南京：江苏人民出版社，2006，共374页.
- 张宪文主编，张生等编.南京大屠杀史料集12：英美文书·安全区文书·自治委员会文书.南京：江苏人民出版社，2006，共630页.
- 张宪文主编，[德]约翰·拉贝著，刘海宁等译.南京大屠杀史料集13：拉贝日记.南京：江苏人民出版社，2006，共598页.
- 张宪文主编，张连红等编译.南京大屠杀史料集14：魏特琳日记.南京：江苏人民出版社，凤凰出版社，2006，共584页.
- 张宪文主编，姜良芹，郭必强编.南京大屠杀史料集15：前期人口伤亡和财产损失调查.南京：江苏人民出版社，2006，共432页.
- 张宪文主编，徐康英等编.南京大屠杀史料集16：抗战损失调查委员会调查统计（上）.南京：江苏人民出版社，2006，共738页.
- 张宪文主编，周红等编.南京大屠杀史料集17：抗战损失调查委员会调查统计（中）.南京：江苏人民出版社，2006:739-1415页.
- 张宪文主编，夏蓓等编.南京大屠杀史料集18：抗战损失调查委员会调查统计（下）.南京：江苏人民出版社，2006:1417-2039页.
- 张宪文主编，郭必强等编.南京大屠杀史料集19：日军罪行调查委员会调查统计（上）.南京：江苏人民出版社，2006.
- 张宪文主编，郭必强等编.南京大屠杀史料集20：日军罪行调查委员会调查统计（中）.南京：江苏人民出版社，2006.
- 张宪文主编，郭必强等编.南京大屠杀史料集21：日军罪行调查委员会调查统计（下）.南京：江苏人民出版社，2006.
- 张宪文主编，姜良芹，郭必强编.南京大屠杀史料集22：赔偿委员会调查统计.南京：江苏人民出版社，2006，共688页.
- 张宪文主编.南京大屠杀史料集23：南京大屠杀案市民呈文.南京：江苏人民出版社，2006，共766页.ISBN 7214042452，ISBN 9787214042453
- 张宪文主编，胡菊蓉编.南京大屠杀史料集24：南京审判.南京：江苏人民出版社，2006，共14535页.
- 张宪文主编，张连红，张生编.南京大屠杀史料集25：幸存者调查口述（上）.南京：江苏人民出版社，2006，共462页.
- 张宪文主编，张连红，戴袁支编.南京大屠杀史料集26：幸存者调查口述（中）.南京：江苏人民出版社，2006：464-956页.
- 张宪文主编，费仲兴，张连红编.南京大屠杀史料集27：幸存者调查口述（下）.南京：江苏人民出版社，2006：958-1460页.
- 张宪文主编，曹必宏等编.南京大屠杀史料集28：历史图像.南京：江苏人民出版社，2006，共487页.
- 张宪文主编，杨夏鸣，张生编.南京大屠杀史料集29：国际检察局文书·美国报刊报道.杨夏鸣，文俊雄，钱彩琴译.南京：江苏人民出版社，2007，共724页.
- 张宪文主编，陈谦平，张连红，戴袁支编.南京大屠杀史料集30：德国使领馆文书.郑寿康译.南京：江苏人民出版社，2007，共15454页.
- 张宪文主编，张连红，陈谦平编.南京大屠杀史料集31：英国使领馆文书.仇蓓玲，秦文华等译.南京：江苏人民出版社，2007，共14564页.
- 张宪文主编，王卫星编.南京大屠杀史料集32：日本军方文件与官兵日记.叶琳，吴立新等译.南京：江苏人民出版社，2007，共467页.
- 张宪文主编，王卫星编.南京大屠杀史料集33：日军官兵回忆.叶琳，刘军，罗文文等译.南京：江苏人民出版社，2007，共464页.
- 张宪文主编，张生，曹大臣，雷国山编.南京大屠杀史料集34：日本军国教育·百人斩与驻宁领馆史料.雷国山，李斌等译.南京：江苏人民出版社，2007，共17507页.
- 张宪文主编，姜良芹，郭必强，吕晶编.南京大屠杀史料集40：财产损失统计.南京：江苏人民出版社，2007，共596页.
- 张宪文主编，姜良芹，郭必强，吕晶编.南京大屠杀史料集41：中央机构财产损失调查.南京：江苏人民出版社，2007，共714页.